# 桂文亞
桂文亞（1949年—），是一位籍貫安徽池州，生於臺北的作家及記者。畢業於私立世界新聞專科學校。

## 生平
1964年桂文亞開始寫作。1969年，她在就讀世界新專時出版散文集《裁冰集》。1981年同一報系民生報擔任兒童版主任時，開始接觸兒童文學並對此產生興趣，並開始投入其中。
桂文亞的兒子謝君韜是美國南加州大學企業管理碩士，目前在國立臺灣大學擔任傳統武術社（臺大武學）的指導教練。

## 學歷
私立世界新聞專科學校畢業

## 經歷
- 世界新聞專科學校助教
- 聯合報報社文教新聞記者、副刊編輯
- 聯合報民生報擔任兒童版主任[2]

## 作品
《煙塵小札》、《墨香》、《春暉與春天》、《媽媽手記》、《雪的銘印》、《星星也偷笑：桂文亞散文集》等。

### 兒童文學
《思想貓》、《班長下臺》、《感覺的盒子》、《二郎橋那個野丫頭》、《美麗眼睛看世界》、《長著翅膀遊英國》、《哈瑪！哈瑪！伊斯坦堡》等。

## 得獎
- 金鼎獎
- 中華兒童文學獎
- 好書大家讀年度最佳少年兒童讀物散文及綜合類優等獎
- 信誼兒童文學獎貢獻獎
- 宋慶齡兒童文學獎
- 上海陳伯吹兒童文學園丁獎
- 上海少年報小百花獎

## 連結
- 桂文亞個人網站 （页面存档备份，存于）
- 桂文亞的Facebook專頁
- 桂文亞 - 2007台灣作家作品目錄 （页面存档备份，存于）
- NTULIB::思想貓的文學書房 桂文亞女士手稿資料展 - 國立臺灣大學圖書館 （页面存档备份，存于）
- 桂文亞 - 歡迎蒞臨九歌文學網 （页面存档备份，存于）